# Corina Schröder
Corina Schröder, Spitzname Coco, (* 15. August 1986 in Wesel) ist eine ehemalige deutsche Fußballspielerin.

## Werdegang
Schröder begann ihre Karriere beim SV Blau-Weiß Dingden. Es folgte ein Wechsel in die Mädchenmannschaft des HSC Dingden-Berg. Über den SV Brünen kam sie im Jahre 2001 zum FCR 2001 Duisburg. 2003 gab sie gegen den VfL Wolfsburg ihr Bundesligadebüt. Mit Duisburg wurde sie 2005, 2006, 2007 und 2008 Vizemeister. 2003, 2007 und 2009 stand sie mit ihrer Mannschaft im Finale des DFB-Pokals, konnte aber nur das Finale 2009 gegen den 1. FFC Turbine Potsdam gewinnen, wo sie allerdings nicht zum Einsatz kam. Ebenfalls 2009 gewann sie mit Duisburg den UEFA Women’s Cup gegen den russischen Vertreter Swesda 2005 Perm. Auch hier kam sie in beiden Spielen nicht zum Einsatz.
Den Wechsel nach Potsdam zur Saison 2009/10 trat Schröder gemeinsam mit Fatmire Bajramaj an. Mit Turbine gewann sie 2010 den DFB-Hallenpokal, die deutsche Meisterschaft sowie die UEFA Women’s Champions League. In der Saison 2010/11 verteidigte sie mit ihrem Klub den deutschen Meistertitel und erreichte das Finale des DFB-Pokals. Zur Saison 2011/12 wechselte Schröder zum SC 07 Bad Neuenahr.
Am 14. Februar 2013 löste sie ihren Vertrag mit dem SC 07 Bad Neuenahr auf und wechselte Stunden später in die englische WSL zum Liverpool LFC, mit dem sie 2013 erstmals die englische Meisterschaft gewann. Nach der erfolgreichen Titelverteidigung 2014 verlängerte sie ihren Vertrag um weitere zwei Jahre.
Im März 2016 wechselte Schröder zum Birmingham City LFC. Dort war sie die erste ausländische Spielerin der Clubgeschichte. Aufgrund einer Knieverletzung kam sie in der Saison kaum zum Einsatz. Daraufhin löste sie am Jahresende 2016 ihren Kontrakt in Birmingham wieder auf und kehrte nach Deutschland zurück. Ende Mai 2017 beendete Schröder ihre Karriere und begann einen Job bei der Condor Flugdienst.

### Internationale Karriere
Mit der U-20-Nationalmannschaft nahm sie 2006 an der Weltmeisterschaft teil und erreichte das Viertelfinale.

## Erfolge
- Deutsche Meisterin: 2010, 2011
- Englische Meisterin: 2013, 2014
- DFB-Pokal-Siegerin: 2009
- DFB-Hallenpokalsiegerin: 2010
- Deutsche Vizemeisterin 2005, 2006, 2007 und 2008
- DFB-Pokalfinalistin 2003, 2007, 2011
- UEFA-Women’s-Champions-League-Siegerin: 2010
- UEFA-Women’s-Cup-Siegerin: 2009

## Bundesliga-Statistik
(Stand 15. Februar 2013)
- Saison 2002/03: 3 Spiele, 0 Tore
- Saison 2003/04: 15 Spiele, 0 Tore
- Saison 2004/05: 2 Spiele, 0 Tore
- Saison 2005/06: 17 Spiele, 1 Tor
- Saison 2006/07: 18 Spiele, 1 Tor
- Saison 2007/08: 21 Spiele, 2 Tore
- Saison 2008/09: 13 Spiele, 1 Tor
- Saison 2009/10: 13 Spiele, 1 Tor
- Saison 2010/11: 15 Spiele, 0 Tore
- Saison 2011/12: 16 Spiele, 0 Tore
- Saison 2012/13: 8 Spiele, 0 Tore

## Privat
Schröder ist gelernte Kauffrau im Groß- und Außenhandel. Während ihrer Zeit in Potsdam arbeitete sie im organisatorischen Bereich des Filmparks Babelsberg.